# Adakita
Adakita refiere a una serie rocas ígneas, volcánicas o plutonicas, comúnmente encontradas en arcos volcánicos y que se caracterizan por tener entre otras cosas proporciones altas de Sr/Y y La/Yb. Las adakitas no se distinguen en el campo sino solo a través de su química. Las adakitas son ricas en sílice aunque también hay adakitas andesiticas.
El concepto original de adakita propuesto por Defant y Drummond a  principio de los 90's explicaba que las adakitas originaban de la fusión de basalto subducido. Esta idea hoy en día se ha puesto en entredicho y se han propuesto otros orígenes para las adakitas como fusión parcial de la corteza continental inferior, cristalización fraccionada de basalto a alta presión, cristalización fraccionada de basalto con anfíbol a presiones bajas o fusión de basalto subducido, como propuesto originalmente, pero con reequilibración con peridotita en la cuña del manto.
El nombre adakita proviene de la isla Adak en Alaska.